# 笹川記念会館

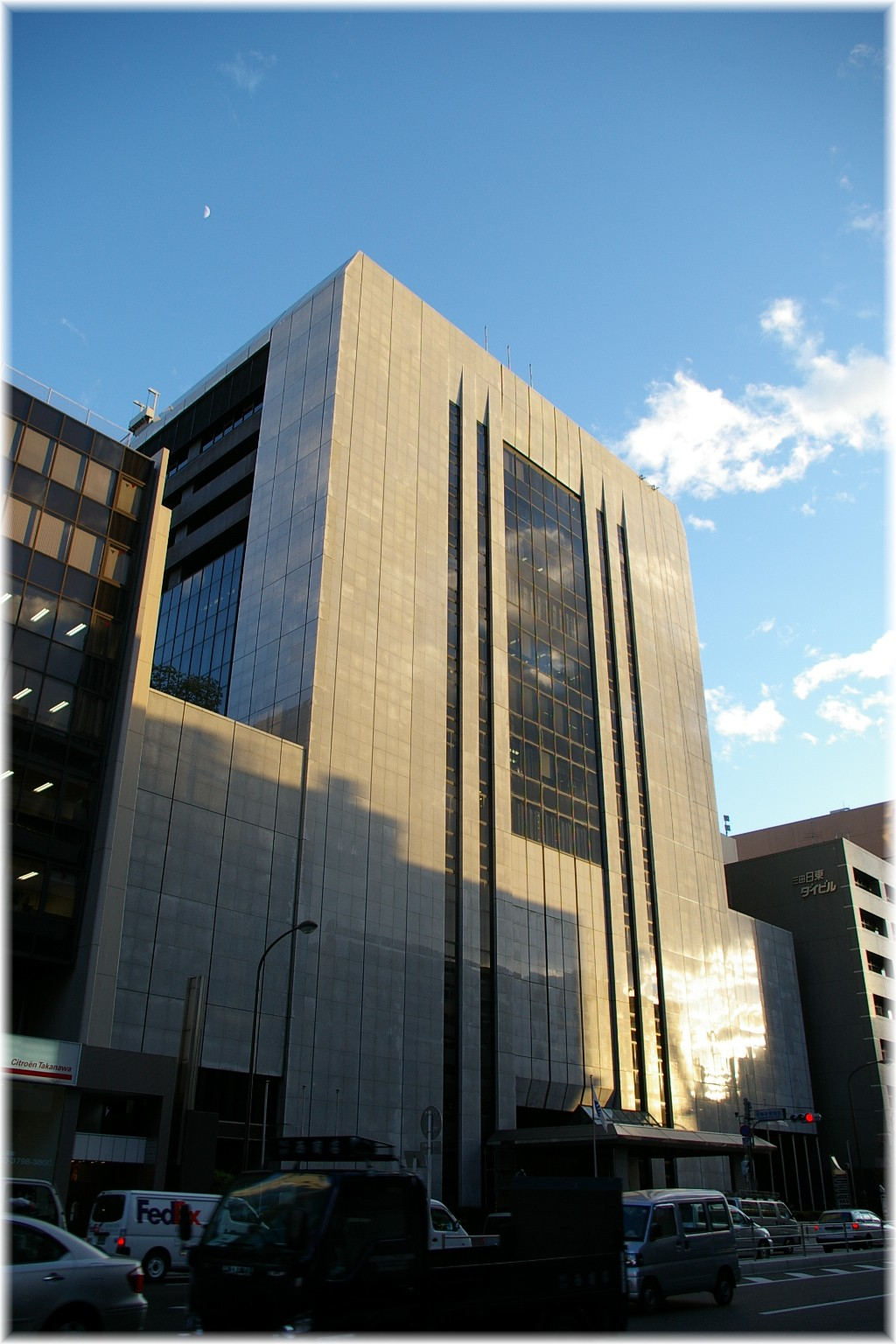
笹川記念会館近景

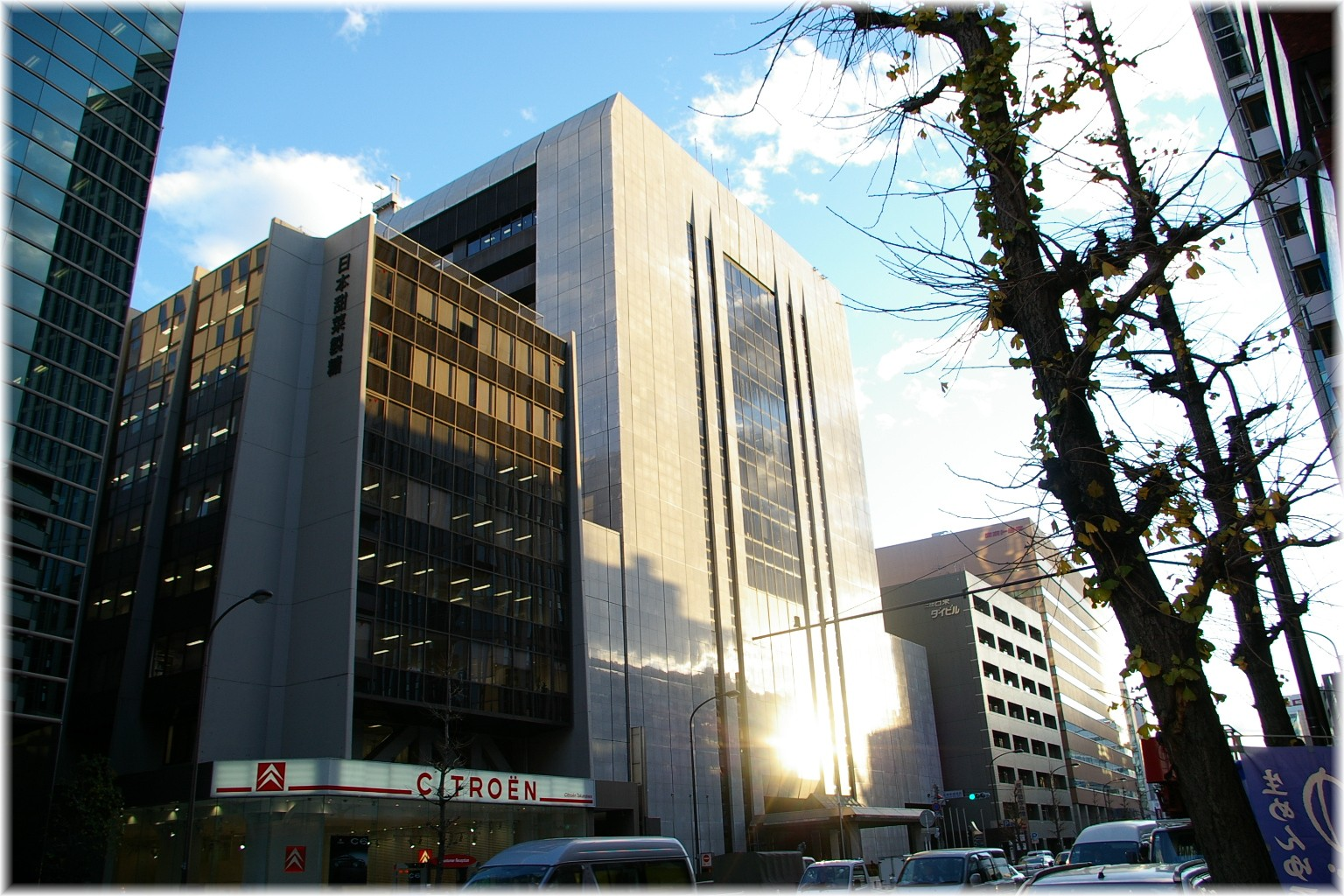
笹川記念会館遠景

笹川記念会館（ささかわきねんかいかん）とは、東京都港区三田三丁目にかつて存在していた建築物。国道15号（第一京浜）沿いに芝浦側に存在した。国道15号を挟んでザ・イトヤマタワーと向き合っていた。
設計は三橋建築設計事務所。1975年（昭和50年）竣工。日本船舶振興会会長の笹川良一を記念した建物であり、正面玄関脇に笹川良一が親孝行を実践している姿の銅像が建っていた。辺りを睥睨する高層建築物であり、中には各種会議室や大人数を収用可能なホールが設置されていた。
2023年1月10日より所有者の日本モーターボート競走会に依頼され、解体工事に入った。

## 施設
- レストラン菊
- 国際ホール
- 各種会議室